# Bert Schneider (Rennfahrer)
Bert „Bertl“ Schneider (* 28. August 1936; † 2. Juli 2009 in Wien) war ein österreichischer Motorradrennfahrer. Er galt in den 1950er- und 1960er-Jahren als einer der besten Piloten Österreichs.

## Karriere
Schneider debütierte beim Großen Preis der DDR auf dem Sachsenring im Jahr 1961 in der Motorrad-Weltmeisterschaft. Er trat als Privatfahrer auf Norton in den Klassen bis 350 und bis 500 cm³ an. Bei den 350ern wurde der Österreicher Sechster, in der Halbliterklasse belegte er hinter Gary Hocking und Mike Hailwood den dritten Platz. Im gleich Jahr wurde Schneider auch Österreichischer Staatsmeister in der 500-cm³-Klasse.
1962 wurde Bert Schneider auf seiner Norton Vierter der Gesamtwertung in der 500-cm³-Klasse. Diese guten Resultate brachten ihm für die Saison 1963 einen Platz im Werksteam des japanischen Herstellers Suzuki ein, für den er in der 125-cm³-Klasse an der Seite von Hugh Anderson, Ernst Degner und Frank Perris startete. Beim Großen Preis von Belgien in Spa-Francorchamps errang Schneider 1963 den einzigen Grand-Prix-Sieg seiner Laufbahn. In der Gesamtwertung belegte der Österreicher den fünften Rang.
Nach dem vierten WM-Rang in der Achtelliterklasse 1964, wiederum im Suzuki-Team, beendete Bert Schneider seine Karriere. Insgesamt absolvierte er 22 WM-Rennen, in denen ihm ein Sieg und insgesamt acht Podestplätze gelangen. 1963 erhielt er als 83. und letzter Rennfahrer das Prominentenabzeichen der Österreichischen Motor-Rennfahrer-Vereinigung (Ö.M.R.V.). Erster Abzeichenträger war 1928 Leopold Dirtl, der Vater von Fritz Dirtl (Abzeichen Nr. 53 1950).

## Titel
- Österreichischer 500-cm³-Meister: 1961[3]